# Cockerill-Sambre
La Società anonima John Cockerill è stata una società siderurgica, produttrice di acciaio belga. Il gruppo aveva filiali lungo la Mosa a Seraing, Cheratte e Herstal e lungo il Sambre a Charleroi. La società è stata creata nel 1981 da una fusione di Cockerill di Liegi con Hainaut-Sambre di Charleroi. La società originale di Cockerill è stata fondata da John Cockerill. Il gruppo è stato acquisito nel 1998 da Usinor, che è diventato Arcelor nel 2001 e ArcelorMittal nel 2006.

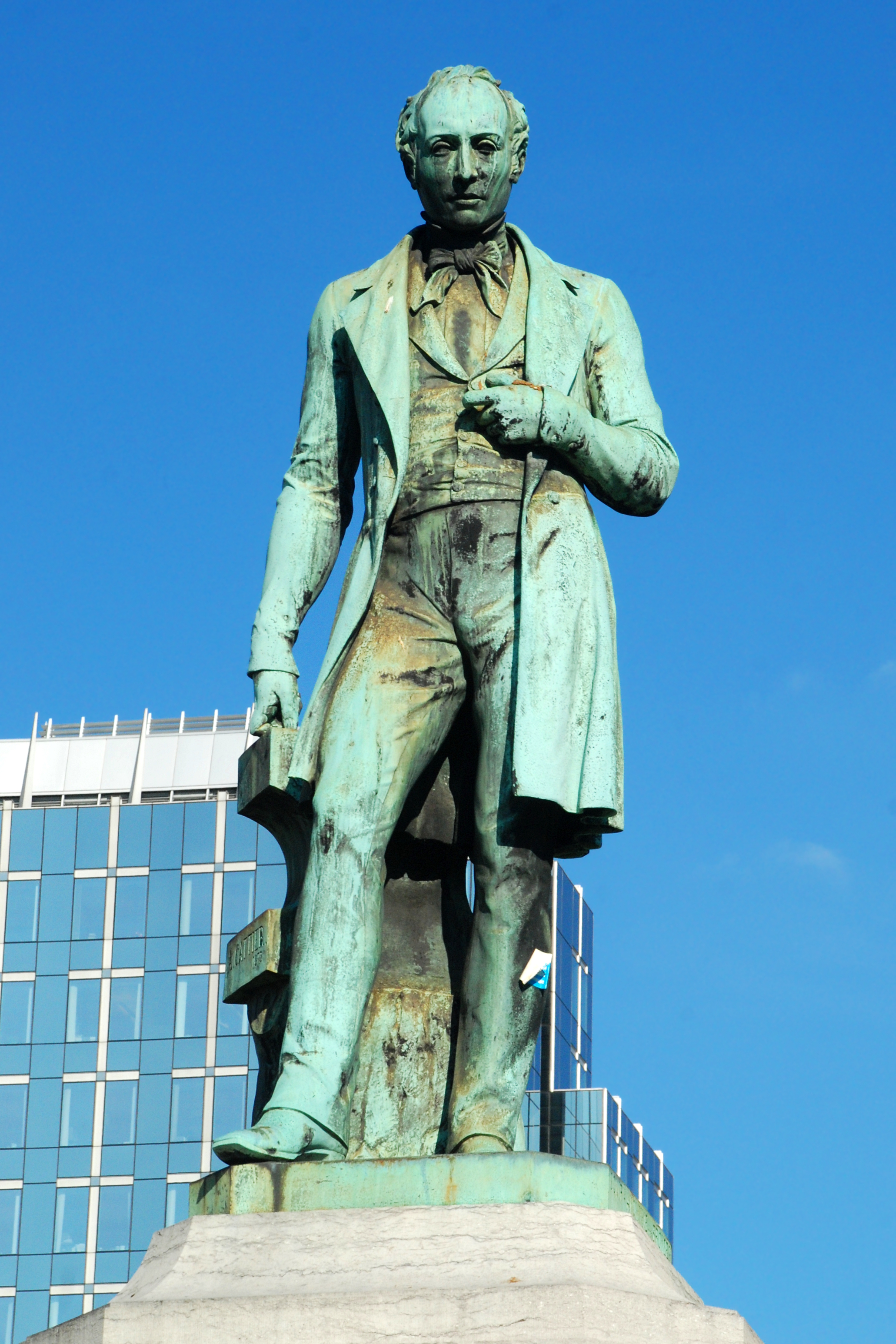
John Cockerill.

## Storia iniziale

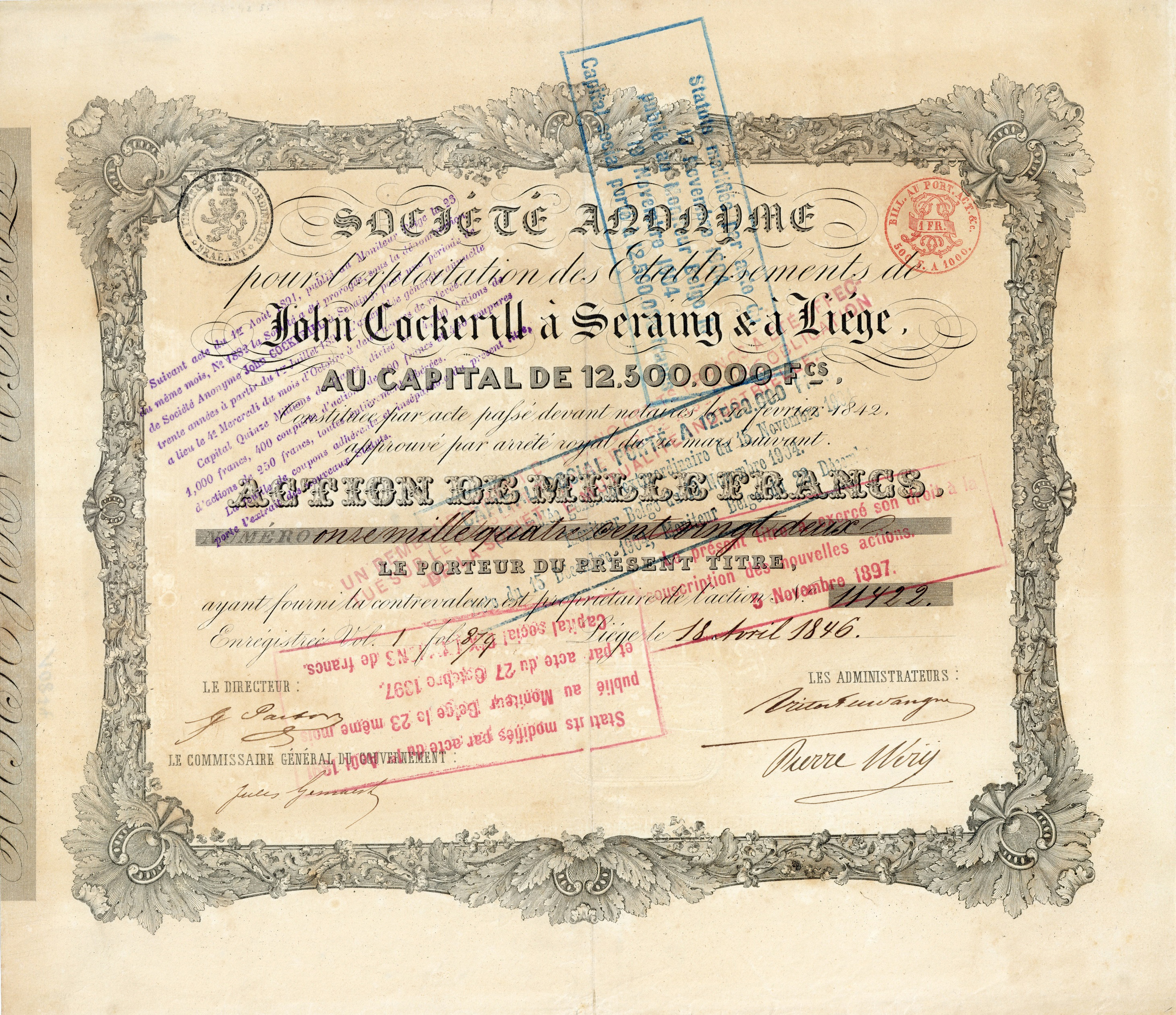
Azione della S.A. pour l'Exploitation des Etablissements de John Cockerill à Seraing & à Liège, emessa il 18 aprile 1846 a Liegi

Nel 1842 fu fondata la Société Anonyme John Cockerill. Lo stabilimento di Seraing divenne il più grande del mondo nel 1850 e la società contribuì alla crescita del Belgio come seconda potenza economica in quei giorni, dopo il Regno Unito.
Nel 1955 il nome Cockerill-Ougrée fu introdotto dopo la fusione con la società Ougrée-Marihaye. Dopo la fusione con Forges de la Providence nel 1966, divenne Cockerill-Ougrée-Providence. Nel 1970, anche Espérance-Longdoz fu rilevata e il nome fu abbreviato in Cockerill. 40.000 lavoratori ora lavoravano e 6.134 tonnellate di ghisa venivano prodotte ogni anno. La società possedeva 27 altiforni, di cui 14 nel bacino di Liegi (Seraing, Ougrée), 4 a Marchienne-au-Pont, 4 ad Athus e 5 a Réhon. La compagnia di Ougrée si sarebbe gradualmente chiusa.

## Storia
Forzata dalla grave crisi nel settore siderurgico, il 26 giugno 1981 si è verificata una fusione tra Cockerill (di Julien Charlier) e Hainaut-Sambre di Liegi di Albert Frère di Charleroi. Il nuovo gruppo siderurgico vallone è stato battezzato Cockerill-Sambre e ha ricevuto l'81,44% del capitale nelle mani dello Stato belga.
Per ristrutturare a fondo la nuova acciaieria in difficoltà, l'imprenditore francese Jean Gandois è stato nominato gestore della crisi dal governo di Mark Eyskens. Gandois ha ridotto 7.000 posti di lavoro, riducendo la forza lavoro a 8.000 lavoratori. Il governo belga ha alleggerito l'onere del debito di 180 miliardi di Bef e il cantiere navale Cockerill Yards di Hoboken è stato chiuso. Quando, a seguito della terza riforma statale (1988-1989), le regioni sono diventate competenti per i cosiddetti settori economici nazionali, nel 1989 la Regione vallona diventa per il 98,18% proprietario di Cockerill-Sambre.
Nel 1990 la fabbrica EKO Stahl di Eisenhüttenstadt nell'Oder è stata rilevata nell'ex DDR.
A metà degli anni '90 si cercò la cooperazione straniera, e nel 1998 il gruppo fu infine ripreso nel gruppo francese Usinor. Il governo vallone, tuttavia, ha mantenuto una minoranza di blocco (25%) delle azioni. Il gruppo Usinor si è fuso nel 2002 con lo spagnolo Aceralia e il lussemburghese Arbed in Arcelor, che nel 2006 ha formato il gruppo ArcelorMittal con Mittal.
Nel 2011, la direzione di ArcelorMittal ha deciso di chiudere i due altiforni e la linea di produzione di acciaio laminato a caldo a Liegi. Con la decisione, centinaia di impiegati hanno perso il lavoro. La produzione di acciaio laminato a freddo viene mantenuta. Sono stati cercati acquirenti per le attività, ma queste azioni sono rimaste senza risultato. Nel 2014 è cessata la produzione degli altiforni.
Alla fine del 2016, l'altoforno HF6 è stato demolito a Seraing. L'HF6 fu completato nel 1959 e usato fino al 2008. L'altoforno produceva inizialmente 1200 tonnellate di ghisa al giorno ed era uno dei più grandi altiforni in Europa. Successivamente la capacità è stata aumentata a 4000 tonnellate al giorno. Nel sito dell'altoforno ci sono case e impianti sportivi.